# قطر و جنگ غزه
دولت قطر مذاکرات دیپلماتیک مستمری را با اسرائیل، حماس، ایالات متحده و سایر طرف‌ها برای کاهش تنش جنگ اسرائیل و حماس انجام داده است، از جمله پیشنهادهایی برای آتش‌بس جدید بود. هدف از این مذاکرات، آزادی اسرای غزه در اسارت اسرائیل و گروگان‌های حماس بود.

## میانجی‌گری
درگیری ۲۰۲۳–۲۰۲۴ اسرائیل و حماس چالش پیچیده‌ای را برای میانجیگران بین‌المللی ایجاد کرد. قطر با برقراری روابط با اسراییل و حماس در موقعیت منحصر به فردی برای میانجیگری قرار داشت. مشارکت گذشته قطر در غزه، از جمله سرمایه‌گذاری قابل توجه در زیرساخت‌ها و کمک‌های بشردوستانه، به این کشور اهرمی با حماس داد، در حالی که روابط اقتصادی و همکاری امنیتی آن کانال‌های ارتباطی با اسرائیل را باز کرد.
در طول درگیری، قطر از نزدیک با بازیگران منطقه ای و بین‌المللی از جمله مصر و سازمان ملل متحد برای میانجیگری آتش‌بس همکاری کرد. تلاش‌های میانجی‌گری آن بر دستیابی به توقف فوری درگیری‌ها برای جلوگیری از تلفات بیشتر غیرنظامیان و ایجاد محیطی مساعد برای مذاکرات سیاسی طولانی‌مدت متمرکز بود. قطر همچنین از نفوذ مالی خود استفاده کرد و تضمین‌هایی برای بازسازی غزه و کمک‌های بشردوستانه به عنوان مشوقی برای هر دو طرف برای توافق با آتش‌بس ارائه کرد. علاوه بر تلاش‌های دیپلماتیک، قطر کمک‌های بشردوستانه قابل توجهی به نوار غزه در طول جنگ جاری ارائه کرده است. جمعیت هلال احمر قطر (QRCS) اعلام کرد که قصد دارد یک کشتی امدادی به غزه اعزام کند و به حمایت‌های بشردوستانه خود از مردم آسیب دیده از درگیری ادامه دهد.
قطر همچنین در مذاکرات مربوط به گروگان‌گیری پس از ربوده شدن ۲۴۰ اسرائیلی در ۷ اکتبر توسط حماس که توسط اسرائیل، ایالات متحده و اتحادیه اروپا به عنوان یک سازمان تروریستی شناخته شده‌اند، شرکت داشته است. در ۲۲ نوامبر ۲۰۲۳، با کمک قطر، ایالات متحده و مصر به عنوان دلال، اسرائیل و حماس به توافقی مبنی بر آزادی ۵۰ زن و کودک اسرائیلی اسیر در ازای امتیازات بشردوستانه در غزه و آزادی اسرای فلسطینی در اسراییل دست یافتند.